# Jung Bo-ram
Jung Bo-ram (koreanisch 정보람; * 22. Juli 1991 in Südkorea) ist eine südkoreanische Fußballtorhüterin. 2016 spielte sie die A-Nationalspielerin ihres Landes.

## Karriere

### Verein
Von 2016 bis 2019 spielte Jung für den Verein Hwacheon KSPO WFC. 

### Nationalmannschaft
2007 war Jung Bo-ram bei Südkorea U-17 aktiv und spielte zwei Spiele. Danach spielte sie 2017 für die Südkoreanische Fußballnationalmannschaft der Frauen als Torhüterin. Sie debütierte am 7. Juni 2016 bei einem Spiel gegen die Myanmar. Sie absolvierte sie 3 Länderspiele.